# クリントン郡 (アイオワ州)
クリントン郡 (英: Clinton County) はアメリカ合衆国アイオワ州に位置する郡である。人口は50,149人（2000年）。ここの名称は第七代ニューヨーク州知事デウィット・クリントンに敬意を表して付けられた。郡庁所在地はクリントンである。

## 地理
アメリカ合衆国統計局によると、この郡は総面積1,839 km2 (710 mi2) である。このうち1,800 km2 (695 mi2) が陸地で39 km2 (15 mi2) が水面である。総面積の2.14%が水面となっている。

### 隣接する郡
- ジャクソン郡  (北)
- イリノイ州キャロル郡(Carroll County)  (北東)、ミシシッピ川対岸
- イリノイ州ホワイトサイド郡(Whiteside County)  (東)、ミシシッピ川対岸
- イリノイ州ロックアイランド郡  (南東)、ミシシッピ川対岸
- スコット郡  (南)
- シーダー郡(Cedar County)  (南西)
- ジョーンズ郡(Jones County)  (北西)

## 人口動勢

2000年国勢調査に基づく人口ピラミッド

2000年国勢調査で、この郡は人口50,149人、20,105世帯、及び13,671家族が暮らしている。人口密度は28/km2 (72/mi2) である。12/km2 (31/mi2) の平均的な密度に21,585軒の住宅が建っている。この郡の人種的な構成は白人95.87%、アフリカン・アメリカン1.89%、先住民0.24%、アジア0.56%、太平洋諸島系0.02%、その他の人種0.34%、及び混血1.08%である。ここの人口の1.25%はヒスパニックまたはラテン系である。
この郡内の住民は25.60%が18歳未満の未成年、18歳以上24歳以下が8.20%、25歳以上44歳以下が27.00%、45歳以上64歳以下が23.30%、及び65歳以上が15.80%にわたっている。中央値年齢は38歳である。女性100人ごとに対して男性は94.30人である。18歳以上の女性100人ごとに対して男性は91.20人である。
この郡の世帯ごとの平均的な収入は37,423米ドルであり、家族ごとの平均的な収入は46,450米ドルである。男性は35,049米ドルに対して女性は21,333米ドルの平均的な収入がある。この郡の一人当たりの収入 (per capita income) は17,724米ドルである。人口の10.20%及び家族の7.70%は貧困線以下である。全人口のうち18歳未満の13.70%及び65歳以上の7.80%は貧困線以下の生活を送っている。

## 都市及び町
- クリントン (Clinton)
- Andover
- Calamus
- Camanche
- Charlotte
- De Witt
- Delmar
- Goose Lake
- グランドマウンド (Grand Mound)
- ロストネーション (Lost Nation)
- Low Moor
- トロント (Toronto)
- Welton
- Wheatland

### 郡区
- ブルームフィールド郡区
- ブルックフィールド郡区
- カマンチェ郡区
- センター郡区
- デウィット郡区
- ディープクリーク郡区
- エデン郡区
- エルクリバー郡区
- グラント郡区
- ハンプシャー郡区
- リバティー郡区
- オリーブ郡区
- オレンジ郡区
- シャロン郡区
- スプリングロック郡区
- ワシントン郡区
- ウォーターフォード郡区
- ウェルトン郡区